# Euglossa maculilabris
Euglossa maculilabris är en biart som beskrevs av Jesus Santiago Moure 1968. Euglossa maculilabris ingår i släktet Euglossa, tribus orkidébin, och familjen långtungebin. Inga underarter finns listade.